# Parti des forces citoyennes
Le Parti des forces citoyennes (FC) est un parti politique marocain d'idéologie libérale. Il est créé et présidait par Abderrahim Lahjouji décédé en 2021, ancien patron de la Confédération générale des entreprises du Maroc (CGEM), le syndicat du patronat marocain.
Lors des élections législatives de 2011, le parti n'a obtenu aucun siège.

## Histoire
Le Parti des forces citoyennes est né en novembre 2001 au cours d'une assemblée constitutive qui a regroupé 2 726 fondateurs, animés par le désir de contribuer à développer une nouvelle culture de la pratique politique.

## Résultats aux législatives
Lors des élections législatives de 2002, le parti a obtenu deux sièges à la chambre basse du parlement marocain. En 2005, le parti accepte de faire partie d'une coalition initiée par le Parti de la justice et du développement (PJD). Lors des législatives de 2007, le parti a obtenu un seul siège. Lors des élections législatives de 2011, le parti n'a obtenu aucun siège.